# 디디에 반코블라르트

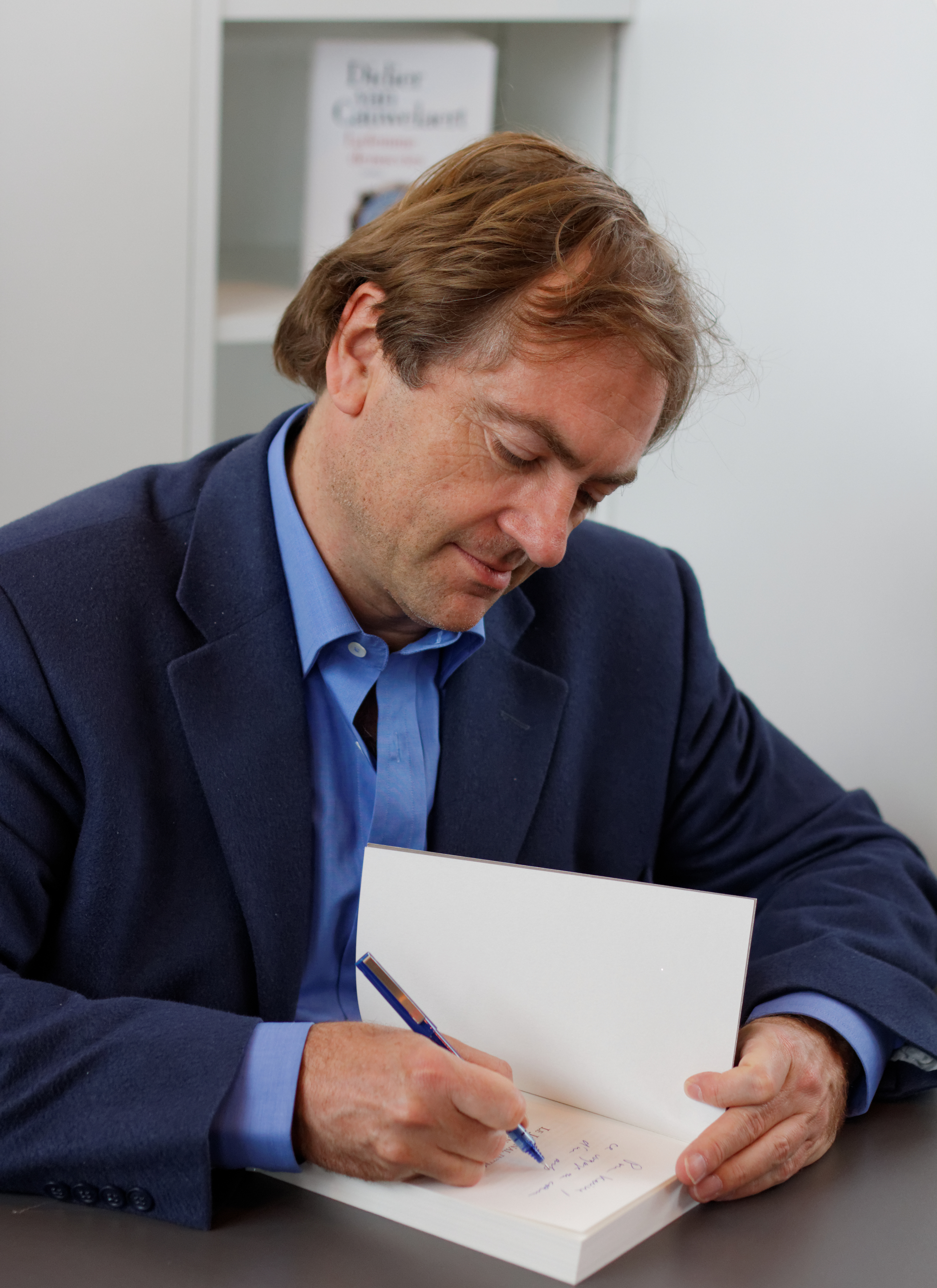
디디에 반코블라르트

디디에 반코블라르트(프랑스어: Didier Van Cauwelaert, 1960년 7월 29일 ~ )는 프랑스의 소설가이다.